# Libelloides hispanicus
Libelloides hispanicus är en insektsart som först beskrevs av Jules Pièrre Rambur 1842.  Libelloides hispanicus ingår i släktet Libelloides och familjen fjärilsländor. Inga underarter finns listade i Catalogue of Life.